# 胡媚娘
胡媚娘（こ びじょう）は、清代末期の夢花館主 作『白蛇全伝（中国語版）』（1920年代）に登場する妖怪。白素貞の宿敵。
その正体は、千年の修行を積んだ白面狐狸の精である。お供の青蛙の精と共にお嬢様の胡媚娘と下女の緑英に変身して人間界に観光に来た。
中国と台湾の大人気テレビドラマ『新白娘子伝奇』などでの胡媚娘は天界瑶池の玉兎で、天界の規則を犯したのでこの武夷山へ落とされた。500年の修行を積んだ玉兎の精である。お供の200年の修行を積んだ白兎の精と共にお嬢様の下女の采因に変身して人間界へ来た。ある日一幅の白素貞の肖像画を拾って、白素貞の姿に変わった。